# Кіровоградський обласний комітет Комуністичної партії України
Кіровоградський обласний комітет Комуністичної партії України — орган управління Кіровоградською обласною партійною організацією КП України (1939–1991 роки). Кіровоградська область утворена 10 січня 1939 року. 

## Перші секретарі обласного комітету (обкому)
- січень 1939 — січень 1940 — Мірошкін Олександр Якимович
- січень 1940 — серпень 1941 — Горенков Федір Степанович
- січень 1944 — 29 березня 1946 — Горенков Федір Степанович
- 29 березня 1946 — 4 січня 1949 — Петров Григорій Гаврилович
- 4 січня 1949 — 23 грудня 1949 — Стоянцев Олексій Андрійович
- 23 грудня 1949 — вересень 1952 — Позаненко Василь Васильович
- вересень 1952 — 17 серпня 1955 — Найдек Леонтій Іванович
- 17 серпня 1955 — 17 січня 1963 — Мартинов Федір Гнатович
- 17 січня 1963 — 9 квітня 1963 (сільський) — Мартинов Федір Гнатович
- 19 січня 1963 — 14 грудня 1964 (промисловий) — Плющенко Володимир Васильович
- 9 квітня 1963 — 14 грудня 1964 (сільський) — Кириченко Микола Карпович
- 14 грудня 1964 — 20 березня 1965 — Дорошенко Петро Омелянович
- 20 березня 1965 — 6 квітня 1967 — Кириченко Микола Карпович
- 6 квітня 1967 — 2 лютого 1982 — Кобильчак Михайло Митрофанович
- 2 лютого 1982 — 26 квітня 1990 — Самілик Микола Гнатович
- 26 квітня 1990 — серпень 1991 — Мармазов Євген Васильович

## Другі секретарі обласного комітету (обкому)
- січень 1939 — серпень 1941 — Колупаєв Іларіон Омелянович
- березень 1944 — липень 1947 — Колупаєв Іларіон Омелянович
- затв. серпень 1947 — червень 1949 — Ігнатенко Іван Михайлович
- червень 1949 — липень 1950 — Захарченко Микола Васильович
- листопад 1950 — серпень 1955 — Мартинов Федір Гнатович
- грудень 1955 — 17 січня 1963 — Кравченко Леонід Гаврилович
- 17 січня 1963 — 14 грудня 1964 (сільський) — Лесняк Михайло Михайлович
- 19 січня 1963 — 14 грудня 1964 (промисловий) — Єгоров Олексій Семенович
- 14 грудня 1964 — 1968 — Лесняк Михайло Михайлович
- 1968 — 6 червня 1973 — Максименко Дмитро Павлович
- 6 червня 1973 — 6 травня 1987 — Кібець Леонід Федорович
- 6 травня 1987 — 26 квітня 1990 — Мармазов Євген Васильович
- травень 1990 — серпень 1991 — Целих Юрій Георгійович

## Секретарі обласного комітету (обкому)
- січень 1939 — травень 1939 — Скирда Михайло Михайлович (3-й секретар)
- 16 травня 1939 — 15 січня 1941 — Ситник Олександр Федорович (по пропаганді)
- травень 1939 — серпень 1941 — Скирда Михайло Михайлович (по кадрах)
- травень 1939 — серпень 1941 — Ігнатенко Іван Михайлович (3-й секретар)
- 15 січня 1941 — серпень 1941 — Неботов Олександр Андрійович (по пропаганді)
- березень 1941 — серпень 1941 — Маркаров Олександр Григорович (по транспорту)
- березень 1941 — серпень 1941 — Палагейкін М.І. (по промисловості)
- березень 1944 — серпень 1948 — Скирда Михайло Михайлович (по кадрах)
- березень 1944 — серпень 1947 — Ігнатенко Іван Михайлович (3-й секретар)
- квітень 1945 — грудень 1949 — Неботов Олександр Андрійович (по пропаганді)
- жовтень (затв. у вересні) 1947 — листопад 1950 — Мартинов Федір Гнатович (3-й секретар)
- лютий 1949 — квітень 1950 — Дорошенко Петро Омелянович
- грудень 1949 — серпень 1951 — Миронов Микола Романович (по пропаганді)
- травень (затв.) 1950 — вересень 1952 — Москальов Василь Микитович
- листопад 1950 — 3 вересня 1951 — Коваль Іван Григорович
- 3 вересня 1951 — червень 1952 — Лисенко Степан Степанович
- 28 листопада 1951 — 2 вересня 1954 — Шамовський Віталій Антонович (по ідеології)
- червень 1952 — вересень 1952 — Карасенко Михайло Миколайович
- 2 вересня 1954 — 17 січня 1963 — Сергієнко Сергій Захарович
- 2 вересня 1954 — квітень 1955 — Ярко Кіндрат Омелянович (по сільському господарству)
- затв. червень 1955 — 15 березня 1961 — Тясто Аркадій Іванович (по промисловості)
- затв. червень 1955 — грудень 1955 — Кравченко Леонід Гаврилович
- грудень 1955 — 17 січня 1963 — Лесняк Михайло Михайлович (по сільському господарству)
- 15 березня 1961 — 17 січня 1963 — Плющенко Володимир Васильович (по промисловості)
- 17 січня 1963 — 14 грудня 1964 — Сиволап Дмитро Спиридонович (сільський по ідеології)
- 17 січня 1963 — 14 грудня 1964 — Сергієнко Сергій Захарович (сільський парт-держ. контроль)
- 19 січня 1963 — 14 грудня 1964 — Сухаревська Ніна Павлівна (промисловий по ідеології)
- 19 січня 1963 — 14 грудня 1964 — Качан Анатолій Дем'янович (промисловий парт-держ. контроль)
- 14 грудня 1964 — грудень 1965 — Плющенко Володимир Васильович (по промисловості)
- 14 грудня 1964 — 17 грудня 1973 — Кравченко Леонід Гаврилович (по сільському господарству)
- 14 грудня 1964 — серпень 1970 — Сухаревська Ніна Павлівна (по ідеології)
- 14 грудня 1964 — лютий 1966 — Сергієнко Сергій Захарович (парт-держ. контроль)
- грудень 1965 — 29 серпня 1969 — Суркін Микола Прокопович (по промисловості)
- 29 серпня 1969 — 14 серпня 1972 — Іваненко Іван Степанович (по промисловості)
- серпень 1970 — 17 грудня 1973 — Сиволап Дмитро Спиридонович (по ідеології)
- 14 серпня 1972 — 6 червня 1973 — Кібець Леонід Федорович (по промисловості)
- 6 червня 1973 — 10 листопада 1980 — Дзядух Федір Павлович (по сільському господарству)
- 17 грудня 1973 — 5 квітня 1985 — Погребняк Анатолій Іванович (по ідеології)
- 17 грудня 1973 — 24 грудня 1988 — Дримченко Володимир Климович (по промисловості)
- 10 листопада 1980 — 1991 — Щербина Віктор Михайлович (по сільському господарству)
- 5 квітня 1985 — жовтень 1990 — Шапікіна Світлана Михайлівна (по ідеології)
- 24 грудня 1988 — 1991 — Мяснянкін Володимир Іванович (по соціально-економічному розвитку)
- 27 жовтня 1990 — 1991 — Волок Микола Микитович (по ідеології)

## Заступники секретарів обласного комітету (обкому)
- 1944 (затв. червень 1945) — листопад 1948 — Лобасенко Марко Фадійович (заст. секретаря обкому по промисловості)
- затверджений вересень 1945 — листопад 1948 — Стрєлков Михайло Вікторович (заст. секретаря обкому по транспорту))
- затверджений квітень 1946 — листопад 1948 — Погребак М.П. (заст. секретаря обкому по будівництву і будівельних матеріалах)
- 1946 — 1946 — Мартинов Федір Гнатович (заст. секретаря обкому по вугільній промисловості)
- затверджений серпень 1946 — листопад 1948 — Палагейкін М.І. (заст. секретаря обкому по вугільній промисловості)
- затверджений листопад 1946 — листопад 1948 — Мунтян Степан Варфоломійович (заст. секретаря обкому по торгівлі і громадському харчуванню)